# Periodo paleolitico del Giappone
Il periodo paleolitico del Giappone inizia circa nel 100.000 a.C., età a cui risalgono i primi manufatti in pietra ritrovati, fino a circa il 12000 a.C. alla fine dell'Era glaciale che corrisponde all'inizio del Periodo Mesolitico (Periodo Jōmon).

## Ambiente paleolitico
Le isole giapponesi sono state probabilmente connesse al continente asiatico in diverse occasioni nel passato, specialmente durante i periodi più freddi dell'era glaciale, quando il livello del mare recedeva considerevolmente di 100-120 metri. Questo punto non è comunque scevro da controversie poiché lo Stretto di Corea tra il Giappone e la Corea così come lo stretto di Tsugaru tra le isole di Honshū e Hokkaidō sono profondi circa 140 metri. Pare che alle volte gli stretti siano emersi ed alle volte no, durante i vari picchi dell'era glaciale.

## Primi manufatti giapponesi
La maggior parte dei ritrovamenti del primo periodo Giapponese Paleolitico risalgono a circa il 10.000 a.C., rendendo questa data la più generalmente accettata per la prima colonizzazione del Giappone. I ritrovamenti della prefettura di Miyagi, fatti inizialmente risalire al 500.000 a.C. vennero successivamente rivelati essere dei falsi (vedi lo scandalo Shin'ichi Fujimura).

## Manufatti in pietra levigata
Il Paleolitico Giapponese è molto originale dato che incorpora i primi ritrovamenti conosciuti di manufatti in pietra levigata al mondo, datati a circa il 30000 a.C., una tecnologia tipicamente associata, nel resto del mondo, con l'inizio del Neolitico intorno al 10000 a.C.. Non si sa perché questi manufatti siano stati creati così presto in Giappone, sebbene il periodo sia associato con un clima mondiale più caldo (30.000-20.000 anni dal presente) e le isole potrebbero averne beneficiato particolarmente.

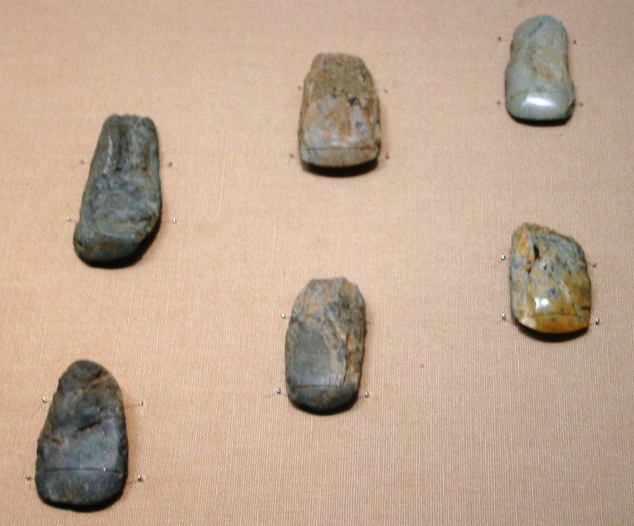
I primi manufatti in pietra levigati del mondo. Asce di pietra, Hinatabayashi, sito B, Shinanomachi, Nagano. Periodo Pre-Jōmon (Paleolitico), 30000 a.C. Museo nazionale di Tokyo.

A causa di questa originalità il periodo paleolitico giapponese in Giappone non corrisponde esattamente alla definizione tradizionale di Paleolitico associato con la tecnologia (manufatti in pietra scheggiata). Gli strumenti del paleolitico giapponese dimostrano perciò tratti Mesolitici e Neolitici già nel 30000 a.C.

## Paleo-antropologia
Le popolazioni paleolitiche del Giappone così come le successive popolazioni del periodo Jōmon appaiono essere correlate ad un antico gruppo Paleo-Asiatico che ha occupato gran parte dell'Asia prima dell'espansione delle popolazioni Mongoliche caratteristiche delle popolazioni odierne di Cina, Corea, Giappone e Vietnam.
Le caratteristiche degli scheletri indicano molte similarità con gli altri popoli aborigeni del continente asiatico. La struttura ossea appartiene al gruppo sinico, distribuito principalmente nelle antiche popolazioni del sud-est asiatico (mentre i popoli mongoli appartengono al gruppo sudmongolico). I lineamenti dei teschi tendono ad essere più forti con occhi comparativamente recessi, carattere essenzialmente paleoeuropoide, ma anche presente negli aborigeni australiani.
La popolazione aborigena Ainu oggi circoscritta principalmente alla zona settentrionale dell'isola di Hokkaidō pare essere la discendente di questi popoli Paleolitici e mostra caratteristiche che sono state nel passato interpretate come caucasoidi, ma al giorno d'oggi tendono ad essere considerata più generalmente come parte del primo gruppo umano Paleolitico (Uomo di Combe-Capelle).
In definitiva il primo uomo in Giappone dalle caratteristiche essenzialmente mongoloidi è considerato l'uomo di Minatogawa (Okinawa), datato al 20000 a.C. Sembra quindi che, mentre le isole meridionali erano abitate da una popolazione proto-mongoloide, la maggior parte del Giappone fosse abitata dalle popolazioni Jōmon, riferibili al tipo europoide di Combe-Capelle.
L'analisi genetica sulla popolazione odierna non è così chiara e tende ad indicare un discreto ammontare di interscambi genetici tra l'originale popolazione aborigena del Giappone ed i successivi arrivi mongolici (Cavalli-Sforza). È stato stimato che dal 10% al 20% del materiale genetico della popolazione giapponese odierna deriva dagli antenati del periodo Paleolitico-Jōmon, mentre il resto discende dai contributi delle popolazioni mongoliche del continente, specialmente durante il periodo Yayoi, in particolare uno studio genetico del 1988 indica nelle popolazioni mongoliche settentrionali gli antenati del popolo giapponese.

## Archeologia giapponese del periodo paleolitico
Lo studio del periodo Paleolitico in Giappone è piuttosto recente: il primo sito Paleolitico è stato scoperto appena dopo la fine della seconda guerra mondiale. Dato che si assumeva che gli esseri umani non fossero vissuti in Giappone prima del periodo Jōmon, gli scavi si fermavano al livello di tale periodo (12000 a.C.) e non venivano proseguiti. Da allora circa 5.000 siti paleolitici sono stati scoperti, alcuni di essi in corrispondenza di siti archeologici Jōmon.
Lo studio del periodo paleolitico giapponese è caratterizzato da un alto livello di informazioni stratigrafiche a causa della natura vulcanica dell'arcipelago: le grandi eruzioni tendono a coprire le isole con strati di cenere facilmente databili e rintracciabili ovunque come riferimento. Uno strato molto importante è la pomice AT (Aira-Tanzawa) che ha coperto tutto il Giappone circa 21.000-22.000 anni fa.